# Grabern
Grabern är en köpingskommun i det österrikiska förbundslandet Niederösterreich. Kommunen är belägen norr om distriktshuvudort Hollabrunn. Kommunens huvudort är Schöngrabern som är känt för sin kyrka, en av de få romanska kyrkorna i Österrike.
Kommunen består av fem orter (Ortschaften) (inom parentes invånarantal 1 januari 2024):
- Mittergrabern (340)
- Obergrabern (129)
- Ober-Steinabrunn (116)
- Schöngrabern (1 035)
- Windpassing (111)